# Ladislav Šmíd
Ladislav Šmíd (n. 24 mai 1938, Rožmitál pod Třemšínem⁠(d), Republica Socialistă Cehă, Cehoslovacia) este un jucător de hochei pe gheață ce a reprezentat Cehia, medaliat olimpic. A participat la o ediție a Jocurilor Olimpice (1964) în care a câștigat o medalie de bronz.

## Participări
Lista de mai jos prezintă principalele competiții la care a participat Ladislav Šmíd de-a lungul carierei.
- Hochei pe gheață la Jocurile Olimpice de iarnă din 1964